# هایپو-هاوس
هایپو-هاوس (انگلیسی: Hypo-Haus) ساختمان اداری ۲۷ طبقه، متعلق به بانک یونی‌کردیت و مستقر در شهر مونیخ است، که در سال ۱۹۸۱ احداث گردید.